# Statische belasting
Een statische belasting is een mechanische belasting die een bouwwerk of constructie niet in beweging brengt. In de praktijk zullen er weinig belastingen zijn waarvoor dit geldt, bijna alle belastingen (hoe klein ook) zullen een constructie min of meer in beweging brengen. Slechts het eigen gewicht en de afwerking van een bouwwerk zijn naar deze definitie statische belastingen.
In de praktijk worden vrijwel alle belastingen op een bouwwerk door de constructeur als statische belastingen in rekening gebracht. Dit omdat het uitvoeren van een dynamische analyse een ingewikkelde en tijdrovende zaak is. In de (Nederlandse) norm (NEN) is dit toegestaan bij belastingen welke geen grote versnellingen in de constructie veroorzaken (kleiner dan 0,5 m/s²) en welke minder dan 10.000 maal tijdens de levensduur van het gebouw wisselen (dat wil zeggen: eens per 2 dagen wisselen van een niet of gedeeltelijk belaste situatie naar een volbelaste situatie).
Algemeen gezien worden de volgende belastingen als 'statisch' beschouwd:
- eigen gewicht
- nuttige last
- temperatuursinvloeden
- sneeuwbelasting

statische belasting ·
dynamische belasting

permanente belasting · 
veranderlijke belasting · 
bijzondere belasting ·
momentane belasting

uiterste grenstoestand · 
bruikbaarheidsgrenstoestand ·
belastingsfactor

puntlast · 
lijnlast · 
vlaklast · 
verhinderde vervorming